# Rue de Rigny
Pour les articles homonymes, voir Rigny (homonymie).
La rue de Rigny est une voie du 8e arrondissement de Paris. 

## Situation et accès
Elle commence place Saint-Augustin et boulevard Malesherbes et se termine rue Roy.

## Origine du nom

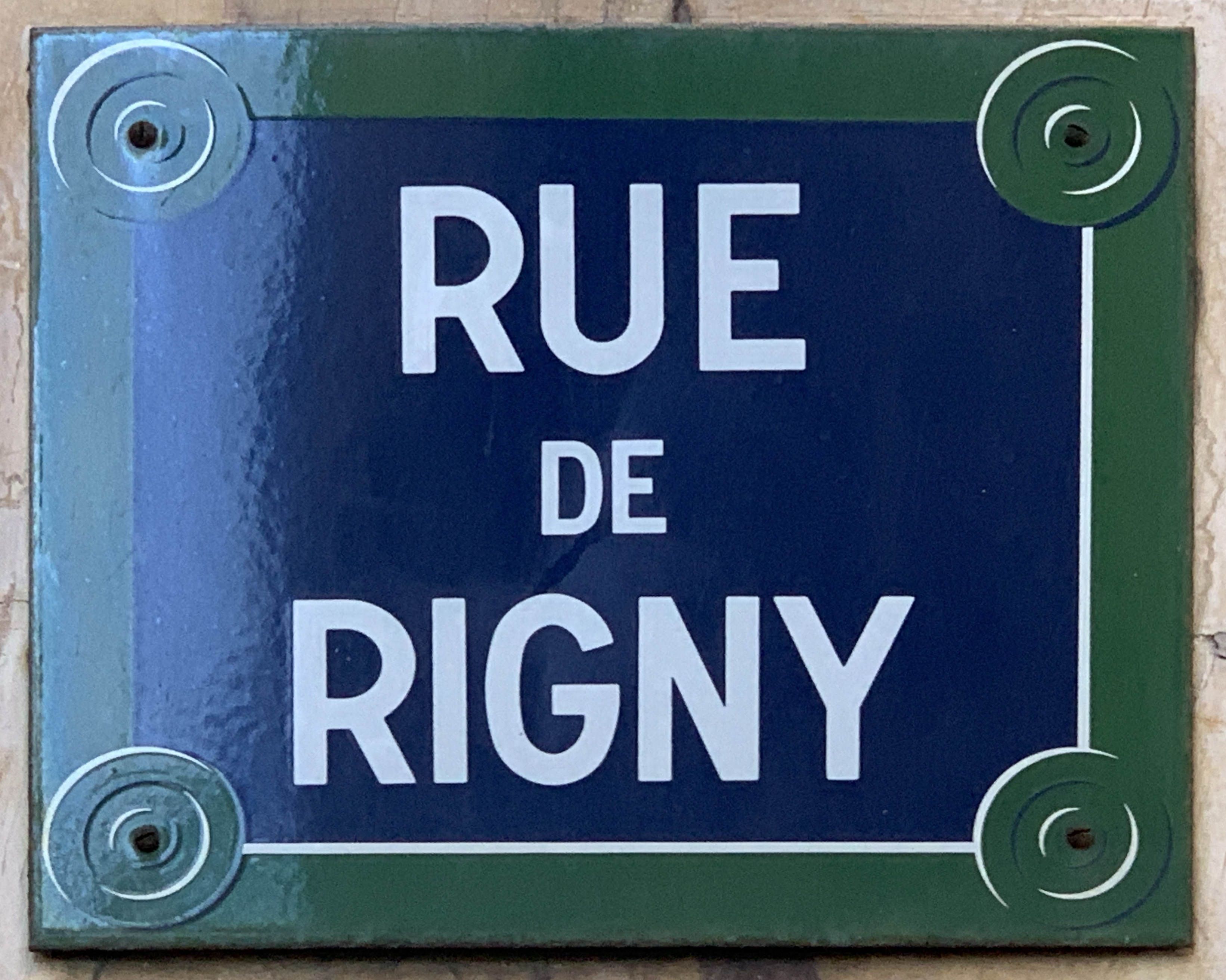
Plaque de la rue.

Elle porte le nom du vice-amiral français Henri Gauthier, comte de Rigny (1782-1835).

## Historique
La rue fut ouverte en 1788 sous le nom de « rue Saint-Michel ». Elle devait son nom à une enseigne. Elle commençait à l'origine rue d'Astorg, mais cette section de la rue fut absorbée par la place Saint-Augustin et le boulevard Malesherbes.
Elle prend sa dénomination actuelle par un décret du 24 août 1864.
Une décision ministérielle du 3 thermidor an IX (22 juillet 1801) a fixé la largeur minimale de la voie à 8 mètres.

## Bâtiments remarquables et lieux de mémoire
- No 3 : ambassade du Cap-Vert en France.

## Sources
- Félix et Louis Lazare, Dictionnaire administratif et historique des rues de Paris et de ses monuments, Paris, Imprimerie de Vinchon, 1844-1849 (lire en ligne).
- Félix de Rochegude, Promenades dans toutes les rues de Paris : VIIIe arrondissement, Paris, Hachette, 1910 (lire en ligne).